# Jeanne Bohec
Jeanne Bohec , née le 16 février 1919 à Tourlaville (Manche) et morte le 11 janvier 2010 à Bondy (Seine-Saint-Denis), est une résistante française. 
Engagée dans le corps des Volontaires françaises des Forces françaises libres, elle intègre le Bureau central de renseignements et d'action et apprend les techniques de sabotage. Parachutée en février 1944, elle sillonne la Bretagne à bicyclette, d'où son surnom « la plastiqueuse à bicyclette ». Elle forme des équipes de saboteurs, organise plusieurs opérations et participe à la Libération. 
Après la guerre, elle devient professeur de mathématiques et maire-adjointe du 18e arrondissement de Paris. Elle écrit un livre évoquant son engagement dans la Résistance : La Plastiqueuse à bicyclette.
Le 10 avril 1975, Jacques Chaban-Delmas écrit : « à une époque où l'équivalence entre les femmes et les hommes sert de thème à de nombreux discours ou fait l'objet de beaucoup de mesures, Jeanne Bohec apporte la preuve éclatante que les femmes sont fort capables d'atteindre un degré de courage, de détermination et d'efficacité accessible à peu d'hommes ».

## Biographie

### Jeunesse et études
Jeanne Bohec naît le 16 février 1919 à Tourlaville dans la Manche. Son père est marin, originaire de Lanmeur, sa mère est de Plestin-les-Grèves. En 1929, son père, qui avait servi 8 ans dans les premiers sous-marins, de 1906 à 1913, prend sa retraite de la marine et part occuper un emploi réservé à Angers. Elle y passe toute son adolescence. 
Jeanne Bohec fait ses études au collège Joachim-du-Bellay, avec une prédilection marquée pour les mathématiques. Cela ne l'empêche nullement d'être une « liseuse acharnée ». Certains des ouvrages qu'elle affectionne racontent l'histoire de femmes belges qui firent de l'espionnage à travers les lignes allemandes pendant la Grande Guerre.  Elle lit et relit aussi des histoires de batailles navales comme Combats et batailles sur mer.
Elle passe son premier baccalauréat en 1937, elle en profite pour se débarrasser de l'étude du latin et se lance en mathématiques élémentaires. Pour accéder à ce cursus, la seule solution dans sa ville est d'intégrer le lycée de garçons David-d'Angers où les contacts garçons-filles sont réduits au minimum. Après une solide année scolaire, elle est reçue au baccalauréat et rentre l'année suivante à la faculté catholique d'Angers (la catho). La première année est réussie avec une mention bien. L'année suivante, Jeanne échoue à l'oral de calcul différentiel et intégral, en 1939.
En septembre 1939, l'invasion de la Pologne provoque l'entrée en guerre de la Grande-Bretagne et de la France contre l'Allemagne. Un jour, après une séance de sport, un inconnu, qui la croise, lui dit « c'est fini les jeux maintenant, il va falloir penser aux choses sérieuses ». Jeanne Bohec se souvient : « Il ne pouvait pas savoir combien j'étais d'accord avec lui… je ressentais le désir aigu de faire quelque chose, mais quoi ? ». À Angers, loin de la guerre, elle se sent surtout inutile. Dans ce contexte, elle entreprend de se former aux techniques de défense passive et de secourisme, et reprend la voie des études scientifiques.

### À Brest
En mars 1940, un de ses professeurs lui apprend qu'un poste d'aide-chimiste est vacant à la poudrerie de Brest. À peine majeure, non diplômée, elle est sélectionnée pour l'emploi. Suivent de longues heures d'études alternant avec des petits moments de repos. Le salaire est maigre, mais l'expérience acquise n'aura pas de prix. Elle lit, dans les journaux, les nouvelles sur la drôle de guerre.
Le 10 mai 1940, les premières attaques sont portées sur la Belgique, elles sont suivies par la pénétration rapide du territoire français. Jeanne s'attend à une bataille de la Marne qui n'arrive pas. C'est le temps de la blitzkrieg, la guerre éclair.
Début juin 1940, les discours défaitistes gagnent du terrain. À un collègue qui affirme qu'on ne pourra plus arrêter les Allemands, elle répond : « je ne resterai pas ici pour travailler avec eux, j'irai en Angleterre. Je trouverai un bateau ».

### Départ pour la Grande-Bretagne
« Le 18 juin 1940 débuta comme les autres jours ». Les travaux d'analyses. « Déjeuner. Puis reprise du train train ». À 15 h, deux heures avant l'arrivée prévue des premiers Allemands, les chefs de service demandent l'évacuation des locaux. Jeanne rejoint son domicile et prend très vite la décision de partir. Elle remplit une grosse valise, avertit ses cousines de son intention - « T'es folle, que vont dire tes parents ? ». Les parents sont loin et Jeanne est décidée.
Elle se hâte vers les escaliers et les plans inclinés qui mènent aux bateaux. Après avoir sollicité plusieurs équipages qui n'embarquent pas dans la bonne direction, elle découvre l'Abeille 4, un remorqueur qui s'apprête à partir pour l'Angleterre, « Quelques minutes plus tard, nous levons l'ancre. À bord, cinq ou six hommes d'équipage avec deux ou trois de leurs épouses, et une famille de quatre personnes accompagnées de leur chien ». Il est 19 h, le soir tombe. « Allons, ne regardons plus en arrière ! » C'est à l'aube du jour suivant que les Allemands occupent la ville.

### Plymouth
« Une quarantaine de bateaux de tous gabarits sont ancrés dans la rade. » L'attente dure deux longues journées pendant lesquelles équipages et passagers sont ravitaillés. Peu de nouvelles sur le conflit, aucun d'entre nous « n'avait jusque-là entendu parler de ce Général qui avait osé dire non à la capitulation
et qui voulait reprendre la lutte au côté de l'Angleterre. »
Le 21 juin, le débarquement est autorisé et les bus à impériale se dirigent vers un centre de triage. Ceux qui ne sont ici que des réfugiés sont briefés. Un grand bâtiment, des tables derrière lesquelles les attendent des officiers de renseignement, pour une première prise de contact succincte : « Identité, parlez-vous la langue, pourquoi êtes-vous venus ? ». Quelques heures plus tard, tout le monde prend le train pour Londres.

### Londres
Le groupe est finalement logé dans une école de la banlieue londonienne, le L.C.C Anerly school.
Après avoir franchi le cap des interrogatoires par les Anglais pour vérifier qu'elle n'est pas une espionne, elle est placée comme dame de compagnie dans une famille anglaise, ce qui ne la satisfait pas.
Ayant appris la formation du corps des Volontaires françaises des Forces françaises libres, elle s'y engage en janvier 1941. Elle travaille d'abord comme secrétaire puis comme chimiste dans un laboratoire de recherches sur la fabrication d'explosifs à partir de produits pouvant être achetés dans des drogueries ou des pharmacies en France occupée.
Grâce à l'appui d'Henri Frenay en visite au laboratoire où elle travaille, elle entre au Bureau central de renseignements et d'action (BCRA), où elle suit la formation d'instructeur sabotage (appelé « code râteau »).

### Parachutée en France, sabotages

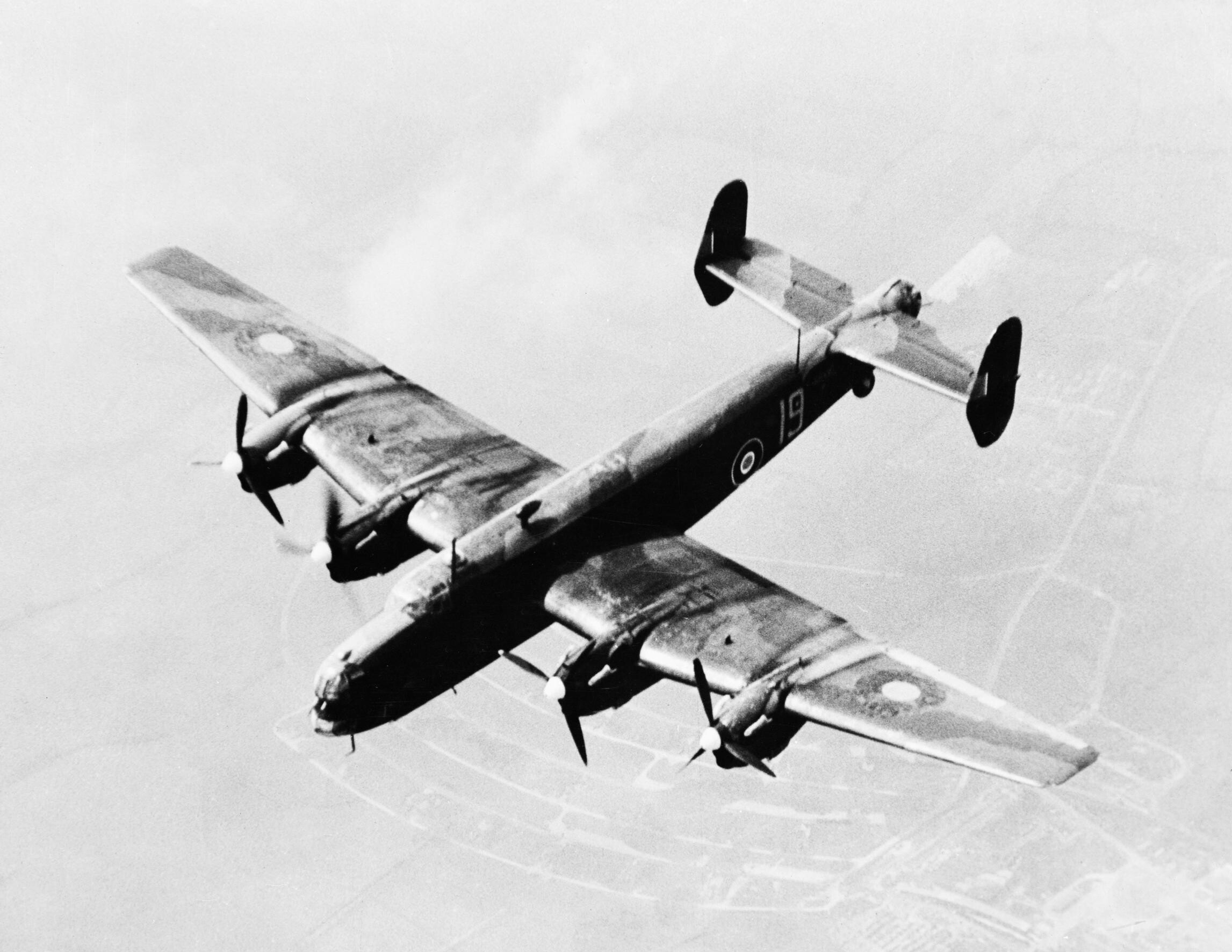
Handley Page Halifax.

Elle veut combattre en France, et obtient difficilement d'y être parachutée — elle est une des cinq femmes parachutées en France. Dans la nuit du 29 février 1944, Jeanne Bohec (alias « Rateau », « Micheline ») embarque à bord d'un Halifax du Squadron RAF No. 138 et saute sur le terrain clandestin « Ouragan », aux environs d'Assé-le-Boisne, dans la région d'Alençon. Elle y est réceptionnée par Jean-François Clouët des Pesruches (alias « Galilée»), chef du Bureau des opérations aériennes de la région ouest, prévenu du parachutage par la diffusion du message de Radio Londres ; « Le boa en s’enroulant vous apportera un petit »,. 
Elle récupère une bicyclette chez ses parents, qui se sont depuis installés à Rennes. Puis elle sillonne la campagne bretonne pour instruire des groupes de saboteurs dans des fermes isolées. Surnommée « la plastiqueuse à bicyclette »,, elle participe aux sabotages visant à entraver les communications allemandes, dans le cadre du « Plan vert », pour ralentir l'envoi des troupes vers le front de Normandie.
Sachant bien manier les armes, elle demande à prendre part aux combats du maquis de Saint-Marcel, ce qui lui est refusé. À la fin de la guerre, après l’arrivée de nouveaux volontaires hommes dans la Résistance, elle est victime de misogynie et on ne lui confie plus de mission importante.

### Après-guerre
Après la guerre, elle termine ses études et travaille jusqu'en 1980 comme professeure de mathématiques au collège Roland-Dorgelès dans le 18e arrondissement de Paris. De 1975 à 1983, elle est maire-adjointe de ce même arrondissement, où elle a toujours vécu dans une cité des artistes de l'avenue Junot, à Montmartre. Elle meurt le 11 janvier 2010 à Bondy (Seine-Saint-Denis) et est enterrée à Plestin-les-Grèves.
Le 10 août 2024, à l'occasion des commémorations des 80 ans de la libération de Plestin, une rue à son nom est inaugurée par le maire, à côté du monument de la libération de Plestin.

## Décorations
- Officier de la Légion d'honneur[Quand ?][2]
- Commandeur de l'ordre national du Mérite[12]
- Croix de guerre 1939–1945[2]
- Médaille de la Résistance française (décret du 31 mars 1947)[2]

## Hommages
- Place Jeanne-Bohec : En octobre 2014, le conseil municipal du 18e arrondissement de Paris décide à l'unanimité, d'attribuer son nom à une place — située à l'intersection des rues de Clignancourt, Christiani, Poulet, et Myrha[8],[13]. Elle est inaugurée en 2016[1].
- Un des futurs patrouilleurs hauturiers de la Marine nationale, mise en service prévue entre 2028 et 2030, portera son nom[14].
- Rue Jeanne-Bohec dans le quartier de la Courrouze à Rennes.

## Publication
- La Plastiqueuse à bicyclette, Mercure de France (1975), éditions du félin (1999, avant-propos de Jacques Chaban-Delmas ) réédité en version de poche en 2022.

( : document utilisé comme source pour la rédaction de cet article.)